# Grafenwald (gemeindefreies Gebiet, Landkreis Neu-Ulm)
Grafenwald ist eine Gemarkung im Landkreis Neu-Ulm.
Die Gemarkung Grafenwald liegt vollständig auf dem Gemeindegebiet des Marktes Altenstadt im schwäbischen Landkreis Neu-Ulm und hat eine Fläche von 199,42 Hektar.
Der Flächenzuschnitt der Gemarkung entspricht weitgehend dem ehemaligen gemeindefreien Gebiet Grafenwald.